# Khu mộ đá Gochang, Hwasun và Ganghwa
Khu mộ đá Gochang, Hwasun và Ganghwa (Hangul: 고창 / 화순 / 강화지석묘군, Hanja: 高敞 /和順 /江華支石墓群, Hán Việt: Cao Sưởng, Hòa Thuận, Giang Hoa chi thạch mộ quần) là quần thể của hàng trăm ngôi mộ đá được sử dụng làm cột mốc và cho các mục đích nghi lễ trong thiên niên kỷ thứ 1 trước Công nguyên, khi văn hóa cự thạch nổi bật trên bán đảo Triều Tiên. Các địa điểm này đã được UNESCO công nhận là Di sản thế giới từ năm 2000. Hàn Quốc được cho là quốc gia chứa hơn 40% mộ đá trên thế giới, và chủ yếu tập trung tại ba địa điểm.
Những viên đá khổng lồ là vô giá vì chúng đánh dấu các ngôi mộ của giới cầm quyền. Đồ gốm, đồ trang sức hình dấu phẩy (Gogok), đồ đồng, dụng cụ bằng đá và các đồ tạo tác vui nhộn khác đã được khai quật từ những mộ đá này. Văn hóa của người dân trong thời gian này có thể được lượm lặt từ những bằng chứng mà các mộ đá để lại.
Mộ đá ở Hàn Quốc đã có niên đại từ thế kỷ thứ 7 trước Công nguyên tại các địa điểm như Gochang và kết thúc vào khoảng thế kỷ thứ 3 trước Công nguyên. Văn hóa mộ đá được liên kết với các nền văn hóa thời đại đồ đá mới và đồng của Hàn Quốc. Việc khai quật tại các địa điểm chưa được bắt đầu cho đến năm 1965. Kể từ đó, nhiều công tác khai quật đã được tài trợ và một chương trình kiểm kê, bảo quản, mở rộng đã được chính phủ Hàn Quốc khởi xướng.